# Коган, Нафтула Янкелевич
Нафтула Янкелевич Коган (1850 — август 1932, Париж) — сахарозаводчик на юге Российской империи, киевский купец 1-й гильдии. 

## Биография
Высшеольчедаевский сахарный завод был построен в 1860 году, Нафтула Коган, после того, как стал директором-распорядителем (и владельцем большей части паев «Товарищества Вышеольчедаевского сахарного и рафинадного завода») сделал его техническую реорганизацию, докупив оборудование. Построил и запустил Маловисковский сахарный завод, начал культивировать сахарную свеклу в Бессарабской губернии.
В Высшеольчедаеве кроме завода владел мельницей. Напротив завода построил дом, известный своими интерьерами. В документах про Высшеольчедаевский сахарный завод (список пайщиков от 1900 года) и несколько арендных договоров от 1890-х годов, что составлены Киевским нотариусом Августом Крюгером и подписаны Коганом и партнером Файвелем Амполовичем Корецким, его имя прописано как: Нафтула Яковлевич Коган.

В 1907 году был арестован по подозрению в поджоге застрахованного сахарного завода, который арендовал в Носковцах.
Кроме сахарной промышленности занимался поставкой дров и пшеницы.
После Октябрьской революции эмигрировал во Францию. Скончался на 82-м году жизни. Похоронен 29 августа 1932 года в семейном склепе на кладбище Монпарнас.

## Семья
- Сын — Моисей Нафтулович Коган — директор Высшеольчедаевского сахарного завода.